# Стояновська Галина Михайлівна
Гали́на Миха́йлівна Стояно́вська (Дудко) (1907 , Черкаси, Черкаський повіт, Київська губернія, Російська імперія  — 29 грудня 1991 , Київ ) — українська радянська діячка, вчителька. Депутат Верховної Ради УРСР 1-го скликання (1938–1947).

## Біографія
Народилася 1907 року в родині робітника-тесляра в місті Черкаси, тепер Черкаська область, Україна. 1921 року закінчила семирічну школу. З липня 1921 по лютий 1925 року — хатня робітниця в приватних осіб у місті Черкасах Шевченківської округи. З лютого по вересень 1925 — курсантка курсів друкарок у Черкасах.
У вересні 1925 – червні 1928 року — друкарка Балакліївського районного виконавчого комітету Шевченківської округи. У червні – серпні 1928 року — друкарка спілки радторгслужбовців у Черкасах.
З серпня по жовтень 1928 року — курсантка курсів вчителів I—IV класів для початкових шкіл.
У жовтні 1928 – жовтні 1932 року — вчителька початкових класів у школах сіл Соболівка, Стучне, Надточаївка Шевченківської округи.
З жовтня 1932 по серпень 1935 року навчалася в Черкаському державному педагогічному інституті Київської області.
З серпня 1935 по жовтень 1938 року викладала мову та літературу в середній школі села Дзюньків Плисківського району Вінницької області.
26 червня 1938 року обрана депутатом Верховної Ради УРСР 1-го скликання по Погребищенській виборчій окрузі № 54 Вінницької області.
У жовтні 1938 – червні 1941 року — завідувачка Плисківського районного відділу народної освіти Вінницької області.
Член ВКП(б) з 1940 року.
З липня 1941 року перебувала в евакуації. З жовтня 1941 по листопад 1944 року проживала в селищі Альшеєво Альшеєвського району Башкирської АРСР, не працювала через хворобу.
З листопада 1944 року проживала в Києві, не працювала (інвалід другої групи). Персональний пенсіонер. Була секретарем партійного комітету на Київському молокозаводі № 1 (на громадських засадах).
Померла 29 грудня 1991 року в Києві. Похована на Північному цвинтарі.

## Нагороди
- орден «Знак Пошани» (4.05.1939)